# Alexander Barboza
Alexander Nahuel Barboza Ullúa (Villa Celina, 16 marzo 1995) è un calciatore argentino, difensore del Botafogo.

## Caratteristiche tecniche
È un difensore centrale.

## Carriera
È cresciuto nelle giovanili del River Plate.
Ha debuttato il 18 luglio 2015 con la maglia dell'Atlético Rafaela in un match perso 5-1 contro il River Plate, segnando la rete del momentaneo 1-2.

## Statistiche

### Presenze e reti nei club
Statistiche aggiornate al 27 maggio 2025.
| Stagione                  | Squadra                   | Campionato                | Campionato | Campionato | Coppe nazionali | Coppe nazionali | Coppe nazionali | Coppe continentali | Coppe continentali | Coppe continentali | Altre coppe | Altre coppe | Altre coppe | Totale | Totale | Totale |
| Stagione                  | Squadra                   | Comp                      | Pres       | Reti       | Comp            | Pres            | Reti            | Comp               | Pres               | Reti               | Comp        | Pres        | Reti        | Pres   | Reti   |        |
| ------------------------- | ------------------------- | ------------------------- | ---------- | ---------- | --------------- | --------------- | --------------- | ------------------ | ------------------ | ------------------ | ----------- | ----------- | ----------- | ------ | ------ | ------ |
| 2015                      | Atlético Rafaela          | PD                        | 11         | 1          | CA              | 2               | 0               | -                  | -                  | -                  | -           | -           | -           | 13     | 1      |        |
| 2016                      | Defensa y Justicia        | PD                        | 14         | 0          | CA              | 3               | 0               | -                  | -                  | -                  | -           | -           | -           | 17     | 0      |        |
| 2016-2017                 | Defensa y Justicia        | PD                        | 28         | 6          | CA              | 1               | 1               | CS                 | 2                  | 0                  | -           | -           | -           | 31     | 7      |        |
| Totale Defensa y Justicia | Totale Defensa y Justicia | Totale Defensa y Justicia | 42         | 6          |                 | 4               | 1               |                    | 2                  | 0                  |             | -           | -           | 48     | 7      |        |
| 2017-gen. 2018            | River Plate               | PD                        | 5          | 0          | CA              | 0               | 0               | CL                 | 1                  | 0                  | -           | -           | -           | 6      | 0      |        |
| gen.-giu. 2018            | Defensa y Justicia        | PD                        | 9          | 0          | CA              | 1               | 0               | CS                 | 8                  | 1                  | -           | -           | -           | 18     | 1      |        |
| 2018-2019                 | Defensa y Justicia        | PD                        | 24         | 1          | CA+CdS          | 1+2             | 0               | CS                 | 2                  | 0                  | -           | -           | -           | 29     | 1      |        |
| Totale Defensa y Justicia | Totale Defensa y Justicia | Totale Defensa y Justicia | 75         | 7          |                 | 8               | 1               |                    | 12                 | 1                  |             | -           | -           | 95     | 9      |        |
| 2019-2020                 | Independiente             | PD                        | 10         | 1          | CA+CdS+CM       | 1+0+8           | 0               | CS                 | 8                  | 0                  | -           | -           | -           | 27     | 1      |        |
| 2021                      | Libertad                  | PD                        | 27         | 2          | CP              | 0               | 0               | CL+CS              | 4+8                | 0                  | -           | -           | -           | 39     | 2      |        |
| 2022                      | Libertad                  | PD                        | 27         | 1          | CP              | 0               | 0               | CL                 | 7                  | 0                  | -           | -           | -           | 34     | 1      |        |
| 2023                      | Libertad                  | PD                        | 30         | 4          | CP              | 4               | 1               | CL                 | 6+4                | 0+1                | -           | -           | -           | 44     | 6      |        |
| Totale Libertad           | Totale Libertad           | Totale Libertad           | 84         | 7          |                 | 4               | 1               |                    | 29                 | 1                  |             | -           | -           | 117    | 9      |        |
| 2024                      | Botafogo                  | A/RJ+A                    | 7+26       | 0          | CB              | 3               | 0               | CS                 | 15                 | 1                  | CInt        | 1           | 0           | 52     | 1      |        |
| 2025                      | Botafogo                  | A/RJ+A                    | 3+5        | 0          | CB              | 1               | 0               | CL                 | 4                  | 0                  | SB+RS       | 1+2         | 0           | 16     | 0      |        |
| Totale Botafogo           | Totale Botafogo           | Totale Botafogo           | 10+31      | 0          |                 | 4               | 0               |                    | 19                 | 1                  |             | 4           | 0           | 68     | 1      |        |
| Totale carriera           | Totale carriera           | Totale carriera           | 226        | 16         |                 | 27              | 2               |                    | 69                 | 3                  |             | 4           | 0           | 326    | 21     |        |

## Palmarès

### Club

#### Competizioni nazionali
- Copa Argentina: 1

River Plate: 2016-2017
- Campionato paraguaiano: 4

Libertad: Apertura 2021, Apertura 2022, Apertura 2023, Clausura 2023
- Campionato brasiliano: 1

Botafogo: 2024

#### Competizioni internazionali
- Coppa Libertadores: 1

Botafogo: 2024